# The Bridge Studios
 (juin 2024).
The Bridge Studios sont des studios de cinéma canadiens situés à Burnaby, en Colombie-Britannique. Ce sont les plus grands studios d'Amérique du Nord.
Leur nom dérive de la Dominion Bridge Company (en) implantée entre 1930 et 1970, un constructeur de pont en acier.
Les locaux servent depuis pour le tournage de films et le gouvernement de la Colombie-Britannique finança la reconversion en studios permanents en 1987.
C'est aussi là que certaines séries télévisées célèbres ont été tournées telles que MacGyver, Stargate SG-1, Stargate Atlantis et Stargate Universe.

## Films et séries télévisées tournés dans les studios

### Télévision
- 1981 : Motherload
- 1983 : Le Guerrier de l'espace : Aventures en zone interdite
- 1987 - 1991 : MacGyver
- 1988 : The Experts
- 1988 : Saints
- 1988 : JJ Starbuck
- 1988 : Christmas Comes to Willow Creek (en)
- 1988 : Les Aventures de Beans Baxter (The New Adventures of Beans Baxter)
- 1989 : Le Procès de l'incroyable Hulk (The Trial of the Incredible Hulk)
- 1991 : « Il » est revenu
- 1992 : Double Happiness
- 1992 : Highlander
- 1992 : Miracle on I-880
- 1993 - 2001 : Au-delà du réel : L'aventure continue
- 1993 : Au nom de la vérité (Disappearance of Vonnie)
- 1993 : Boy Meets Girl
- 1993 : The Air Up There
- 1994 - 1998 : Poltergeist
- 1996 : The Sphere
- 1997 - 2007 : Stargate SG-1
- 1999 : PC and The Web
- 2000 - 2001 : Breaking News
- 2000 : Wolf Lake
- 2001 : Hidden Target
- 2001 - 2003 : Jeremiah
- 2001 : Le Sang du frère (My Brother's Keeper)
- 2001 : Chiens des neiges (Snow Dogs)
- 2001 : Mauvais piège (Trapped)
- 2002 : L'Île de l'étrange
- 2003 : Dead Like Me
- 2003 : Miracle on Ice
- 2004 : Mustard Pancakes
- 2004 - 2009 : Stargate Atlantis
- 2004 : Sudbury TV pilot
- 2004 : The Five People You Meet in Heaven (pt)
- 2005 : Dungeon Siege
- 2005 : Killer Instinct
- 2005 : Kyle/Just a Phase
- 2009 - 2011 : Stargate Universe
- 2012 : Once Upon a Time
- 2022 : La Chute de la maison Usher

### Cinéma
- 1982 : Rambo : Le dévastateur
- 1982 : Iceman
- 1984 : Walls
- 1984 : Runaway : L'Évadé du futur (Runaway)
- 1984 : Le Clan de la caverne des ours
- 1985 : High Stakes
- 1985 : La Tête dans les nuages (The Boy Who Could Fly)
- 1986 : Roxanne
- 1987 : Étroite Surveillance (Stakeout)
- 1988 : Randonnée pour un tueur (Shoot to Kill)
- 1989 : Comme un oiseau sur la branche
- 1989 : Cousins
- 1989 : The Fly II
- 1990 : Le Seul Témoin (Narrow Margin)
- 1991 : L'Affaire Charles Dexter Ward (Tomb of Charles D Ward)
- 1991 : Passing Through Veils (en)
- 1991 : Stay Tuned
- 1991 : Croc-Blanc
- 1991 : Leaving Normal
- 1992 : Look Who's Talking Now
- 1992 : Indiscrétion assurée
- 1993 : Les Survivants
- 1993 : Duo mortel
- 1993 : Légendes d'automne (Legends of the Fall)
- 1993 : The Crush
- 1993 : Timecop
- 1994 : Big Bully
- 1994 : Jumanji
- 1994 : The Escape
- 1995 : Man of the House
- 1996 : Carpool (en)
- 1996 : Creature
- 1996 : La neige tombait sur les cèdres (Snow Falling on Cedars)
- 1997 : Un cri dans l'océan
- 1997 : Dudley Do-Right
- 1998 : Mission to Mars
- 1999 : The Pledge
- 1999 : Destination : Graceland (3000 Miles to Graceland)
- 2000 : 13 fantômes (Thir13en Ghosts)
- 2000 : 40 jours et 40 nuits
- 2000 : L'Aventurier du grand nord
- 2000 : Mortelle Saint-Valentin
- 2001 : They
- 2001 : Les Aventuriers des mondes fantastiques (A Wrinkle in Time)
- 2001 : Le Règne du feu (Reign of Fire)
- 2002 : Carrie au bal du diable
- 2002 : Ecks contre Sever : Affrontement mortel
- 2002 : Hyper Noël
- 2003 : Blade: Trinity
- 2003 : Scary Movie 3
- 2004 : Le Jeu des damnés
- 2004 : Miracle
- 2004 : Two for the Money
- 2005 : Hollow Man 2
- 2005 : John Tucker doit mourir
- 2005 : Tooth Fairy (en)
- 2005 : Un enfant pas comme les autres (Martian Child)
- 2006 : Black Christmas
- 2007 : Détour mortel 2
- 2007 : L'Imaginarium du docteur Parnassus (The Imaginarium of Doctor Parnassus)